# 1898
1898 (MDCCCXCVIII) fue un año común comenzado en sábado según el calendario gregoriano.

## Acontecimientos

### Enero
- 1 de enero: el Gobierno autónomo cubano asume sus funciones y comienza a gobernar.
- 6 de enero: en la isla indonesia Ambon se registra un gran terremoto que causa grandes daños en toda la isla.
- 13 de enero: Émile Zola publica su famoso Yo acuso en L'Aurore.
- 29 de enero: en la ciudad turca de Balıkesir se registra un terremoto de 7,0 deja un saldo de 500 fallecidos y destruyendo cientos de edificios.

### Febrero
- 15 de febrero: en la bahía de La Habana (Cuba), el crucero Maine explota y se hunde. Mueren unos 274 de los aproximadamente 354 tripulantes del barco. El desastre sirve como excusa al Gobierno estadounidense a declarar la guerra contra España (Guerra Hispano-Cubano-Estadounidense) para apropiarse de sus colonias (Cuba, Filipinas y Puerto Rico). Los resultados para los españoles fueron desastrosos, ya que Estados Unidos se anexó la República de Hawái, ocupó Puerto Rico, desembarcó en Cuba, recibió las Filipinas de España y, en última instancia, adquirió todo un imperio colonial con una población de 8.5 millones de personas.

### Marzo
- 19 de marzo: en Iramuco (Guanajuato), nace el Niño Fidencio, curandero mexicano.
- 30 de marzo: en la bahía de San Francisco se registra un terremoto de 6,4 que provoca un pequeño tsunami.

### Abril
- 25 de abril: Estados Unidos declara la guerra a España tras el hundimiento del acorazado Maine en Cuba.

### Junio
- 12 de junio: en Filipinas, el general Emilio Aguinaldo proclama la independencia de su país de España (Volverá a haber otra declaración el 18 de julio).
- 30 de junio: en Baler (Filipinas), una patrulla de soldados españoles al mando de Saturnino Martín Cerezo, cae en una emboscada. Comienza el sitio de Baler.

### Julio
- 1 de julio: en la conocida como Batalla de las Colinas de San Juan, 300 militares españoles lograron repeler a una fuerza estadounidense de unos 15 000 o 20 000 hombres entre los cuales figuraba Theodore Roosevelt.
- 2 de julio: instalación en Argentina del primer pilote en las obras de Puerto militar en Punta Alta y creación de la dicha ciudad.
  - Un terremoto de 6,7 sacude la ciudad croata de Trilj.
- 3 de julio: 
  - España pierde Cuba tras ser derrotada en la Batalla naval de Santiago de Cuba, bahía de Santiago, la escuadra de seis barcos dirigida por el Almirante Cervera. Murieron 323 españoles.
  - Ocurre un eclipse casi total de Luna.
- 15 de julio: en Cuba ―en el marco de la Guerra hispano-estadounidense― capitula Santiago de Cuba.
- 18 de julio: Filipinas proclama su independencia de España.
- 25 de julio: en el marco de la Guerra hispano-estadounidense, capitula Puerto Rico.

### Agosto
- 7 de agosto: en Colombia se posesiona el nuevo presidente Manuel Antonio Sanclemente como presidente para el periodo 1898-1904
- 12 de agosto: España y Estados Unidos firman el armisticio de la Guerra de Cuba.
- 14 de agosto: en Filipinas, en el marco de la Guerra hispano-estadounidense, capitula Manila.
- 15 de agosto: en Palermo (Buenos Aires) se funda el equipo de fútbol Club Atlético Estudiantes.

### Septiembre
- 11 de septiembre: en Sudán se libra la Batalla de Fashoda.

### Octubre
- 12 de octubre: en Argentina, Julio Argentino Roca asume por segunda vez a la presidencia.

### Noviembre
- 24 de noviembre: en Ávila, sale a la calle el primer número de Diario de Ávila, aunque su historia comienza a escribirse en 1888 con su antecesor El Eco de la Verdad. 120 años después, el 28 de noviembre de 2018 celebró su Gala de aniversario con un lleno absoluto en el Centro municipal de exposiciones y congresos Lienzo Norte.
- 27 de noviembre: se inaugura la plaza de toros Colón de Querétaro en Querétaro, Qro., México.

### Diciembre
- 10 de diciembre: en París, España y Estados Unidos firman el Tratado de París que pone fin a la guerra de Cuba: España cede los territorios de Cuba, Puerto Rico y Filipinas; esto representa el fin del Imperio español.
- Cerca de Jartum, se libra la Batalla de Omdurman: Gran Bretaña derrota definitivamente a los rebeldes sudaneses del Ejército del Mahdi.
- Estados Unidos ocupa las islas de Hawái.
- 12 de diciembre: en Bolivia estalla la Guerra Federal, al mando del coronel José Manuel Pando.

## Arte y literatura
- Émile Zola: Yo acuso.
- Antonio Gaudí: Parque Güell.
- H. G. Wells: La guerra de los mundos.
- Vicente Blasco Ibáñez: La barraca.
- Emilio Salgari: El Corsario Negro.
- Henry James: Otra Vuelta de Tuerca.
- Herbert James Draper: Lamento por Ícaro.
- Luis gamez ortega
- Alfons Mucha : La danza

## Ciencia y tecnología
- Pierre y Marie Curie descubren el radio.
- 18 de julio: Marie y Pierre Curie descubren un nuevo elemento químico, el polonio.
- Max Planck descubre lo que en 1926 se denominaría fotón.
- Santiago Ramón y Cajal publica la Teoría Neuronal.

## Deportes

### Fútbol
- 8 de mayo: Se juegan los primeros partidos de la Liga italiana de fútbol.
- Se funda el Athletic Club de Bilbao.
- Se funda el Orizaba Athletic Club, con ramas en cricket y otros deportes (hasta 1901 se organizó el equipo de fútbol).
- 15 de agosto de 1898 Se funda el Club Atlético Estudiantes de Buenos Aires.
- Se disputó la primera edición del campeonato neerlandés de fútbol, bajo el sistema de clasificación por torneos regionales, vencido por el RAP Ámsterdam.[1]

### Golf
- Abierto de Estados Unidos:  Fred Herd.
- Abierto Británico de Golf:  Harry Vardon.

### Tenis
- Abierto de Estados Unidos:
  - Ganadora individual: Juliette Atkinson .
  - Ganador individual: Malcolm Whitman .

- Campeonato de Wimbledon:
  - Ganadora individual: Charlotte Cooper .
  - Ganador individual: Reginald Doherty .

- Campeonato de Francia:
  - Ganadora individual: Adine Masson .
  - Ganador individual: Paul Aymé .

## Música
- 15 de septiembre: en México el joven Gaspar Vargas López (1880-1969) funda el Mariachi Vargas de Tecalitlán (Jalisco).
- 29 de diciembre: se estrena en Múnich el poema sinfónico Don Quijote, de Richard Strauss.

## Cine
- Vida y Pasión de Jesucristo, de los hermanos Lumière.

## Nacimientos

### Enero
- 1 de enero: 
  - Luisa Bertana, cantante de ópera argentina (f. 1933).
  - Jesús Lara, escritor, poeta, novelista, lingüista quechua, indigenista, periodista y político boliviano(f. 1980).

- 3 de enero: 

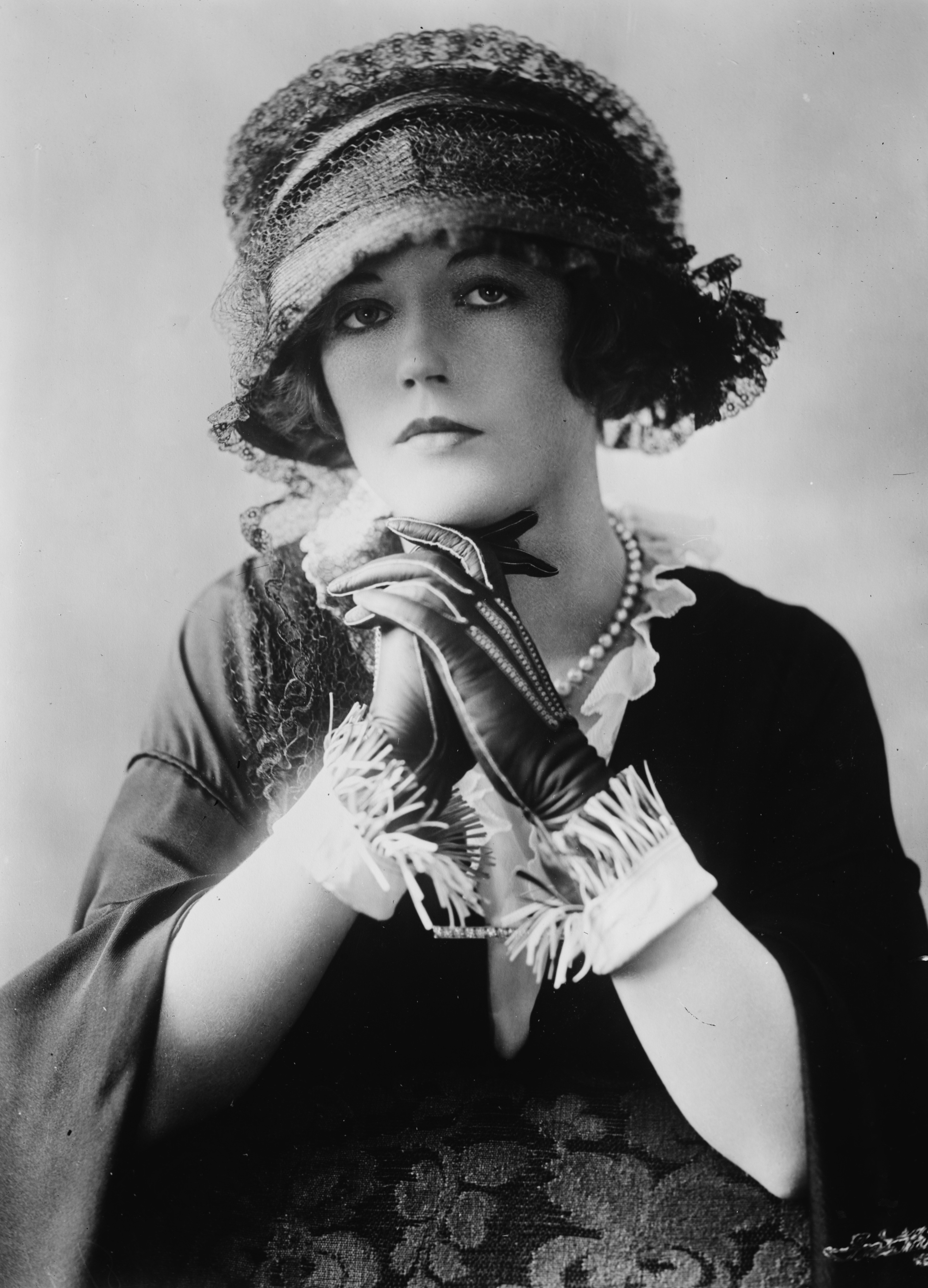
Marion Davies

  - Marion Davies, actriz estadounidense (f. 1961).
  - Carlos Keller Rueff, político chileno (f. 1974).
- 4 de enero: Maruxa Fandiño Ricart, mujer gallega, de las hermanas Las Dos Marías (f. 1980).
- 5 de enero: 
  - José Engling, sacerdote alemán (f. 1918).
  - Enrique Policastro, pintor e ilustrador argentino (f. 1971).
- 6 de enero: Blanca Isaza de Jaramillo Meza, poetisa colombiana (f. 1967).
- 14 de enero: Karle Garmendia Aldaz, pintora española (f. 1983).
- 16 de enero: Margaret Booth, editores de cine estadounidense (f. 2002).
- 21 de enero: Nicolás Rodríguez, eactor mexicano de origen español (f. 1966).
- 23 de enero: 
  - Serguéi Eisenstein, director de teatro y director de cine ruso (f. 1948).
  - Jorge Eliécer Gaitán, político colombiano (f. 1948).
- 24 de enero: Karl Hermann Frank, militar nazi alemán de la SS (f. 1946).
- 25 de enero: Oscar Murúa, pintor guatemalteco (f. 1980).

### Febrero
- 1 de febrero: Juan Bautista Guido, bandoneonista, compositor y director de orquesta argentino dedicado al género del tango (f. 1945).
- 2 de febrero: Cándida Beltrán Rendón, directora, actriz, productora y compositora mexicana (f. 1984).
- 3 de febrero: Alvar Aalto, arquitecto, urbanista finlandés (f. 1976).
- 6 de febrero: Magda Donato, periodista, dramaturga, narradora, actriz y activista feminista española (f. 1966).
- 7 de febrero: Luis Tejada Cano, periodista y cronista colombiano (f. 1924).
- 9 de febrero: Bartine Burkett, actriz estadounidense (f. 1994).

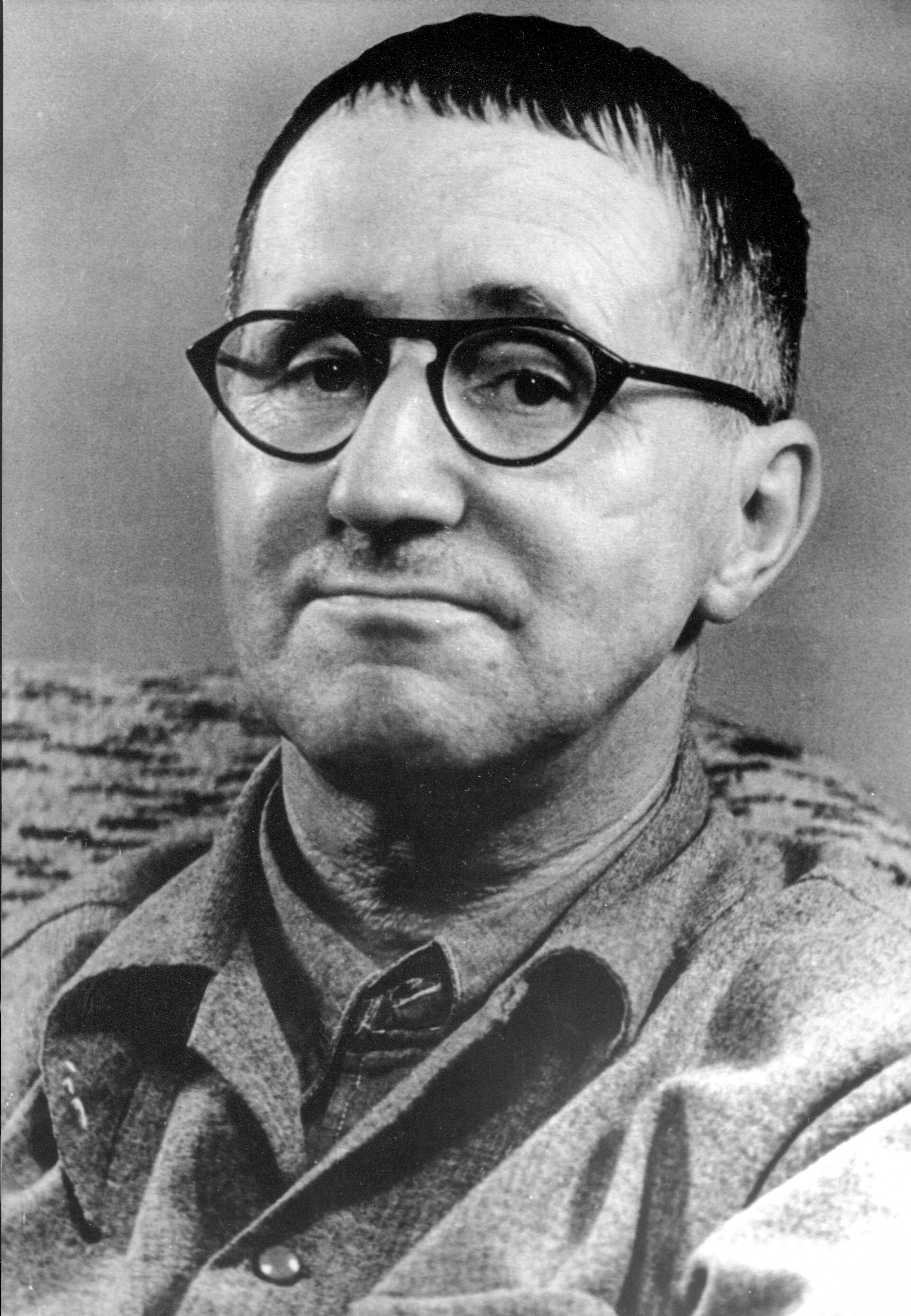
Bertolt Brecht

- 10 de febrero: Bertolt Brecht, escritor alemán (f. 1956).
- 14 de febrero: 
  - Jorge Mañach, escritor, periodista, ensayista y filósofo cubano (f. 1961).
  - Raúl Scalabrini Ortiz, historiador, poeta, escritor y periodista argentino (f. 1959).
- 18 de febrero: 
  - Enzo Ferrari, empresario automovilístico italiano (f. 1988).
  - Luis Muñoz Marín, poeta, periodista y político puertorriqueño (f. 1980).
- 20 de febrero: Jimmy Yancey, pianista y compositor estadounidense de blues (f. 1951).

### Marzo
- 1 de marzo: Ramón Gómez Cornet, pintor argentino (f. 1964)
- 4 de marzo: 
  - Hans Krebs, militar alemán (f. 1945)
  - Pío Tamayo, poeta, investigador y escritor venezolano (f. 1935)
- 5 de marzo: Misao Okawa, supercentenaria japonesa (f. 2015).
- 11 de marzo: Dorothy Gish, actriz estadounidense (f. 1968).
- 12 de marzo: Tian Han, escritor y dramaturgo chino (f. 1968).
- 20 de marzo: Luis Palés Matos, poeta puertorriqueño (f. 1959).
- 22 de marzo: Dora Puelma, pintora, escultora y escritora chilena adscrita a la Generación del 13 (f. 1972).
- 25 de marzo: Marcelle Narbonne, supercentenaria (f. 2012).
- 26 de marzo: María Bernaldo de Quirós, primera mujer en España en conseguir un título de piloto internacional de aeroplano (f. 1983).

### Abril

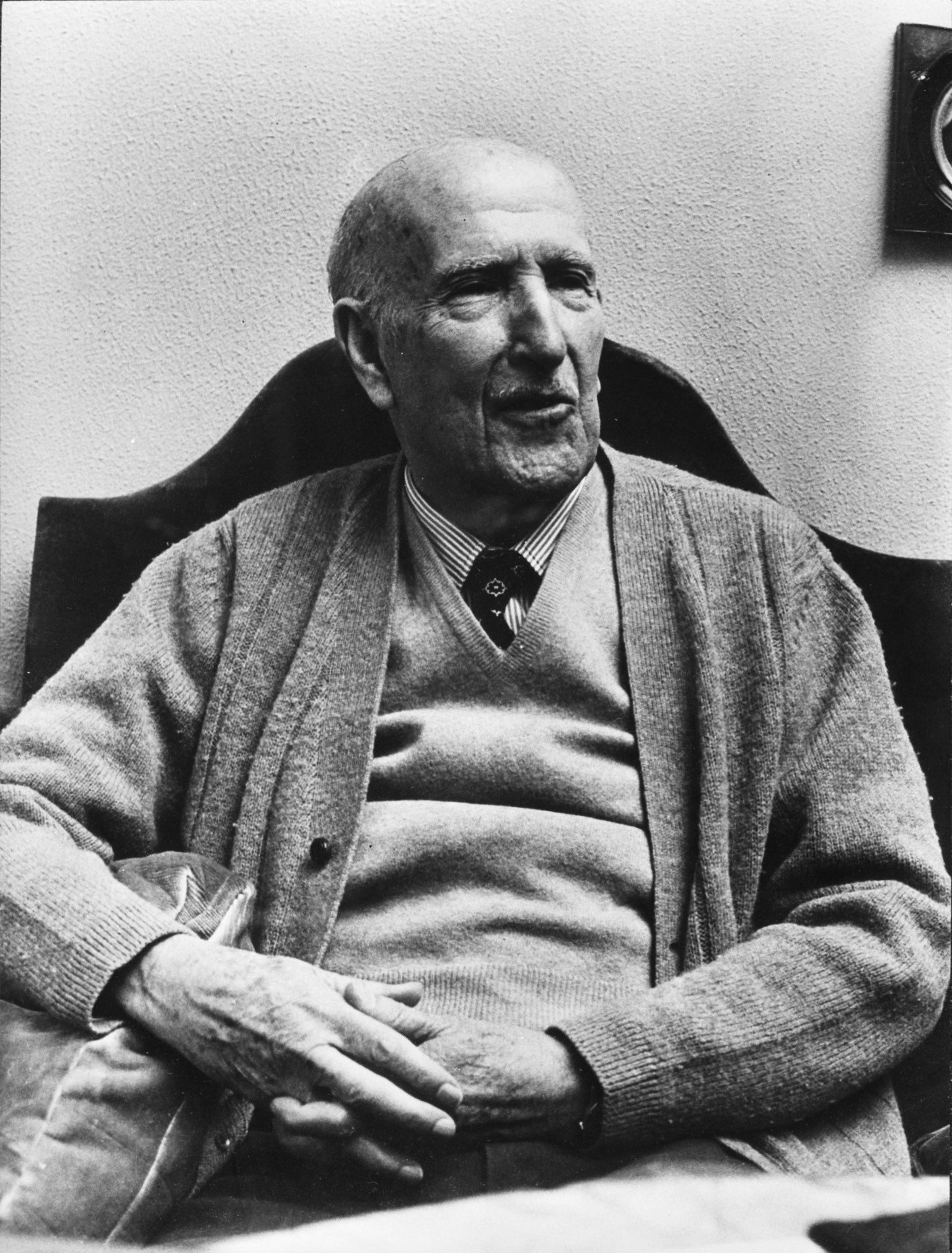
Vicente Aleixandre

- 1 de abril: Arturo Bray, escritor, editorialista y militar paraguayo (f. 1974).
- 4 de abril: Agnes Ayres, actriz cinematográfica estadounidense (f. 1940).
- 5 de abril: María Luisa Muñoz de Vargas, poeta española del siglo XX (f. 1975).
- 9 de abril: Julius Patzak, tenor austriaco (f. 1974).
- 14 de abril: Virginia Vera, cantante, guitarrista, compositora y actriz argentina de origen italiano (f. 1949).
- 26 de abril: 
  - John Grierson, director de cine documental británico (f. 1972).
  - Florinda Lazos León, revolucionaria mexicana, periodista, política, enfermera, maestra, diputada y sufragista (f. 1973).
  - Vicente Aleixandre, poeta español de la Generación del 27 (f. 1984).

### Mayo
- 1 de mayo: 

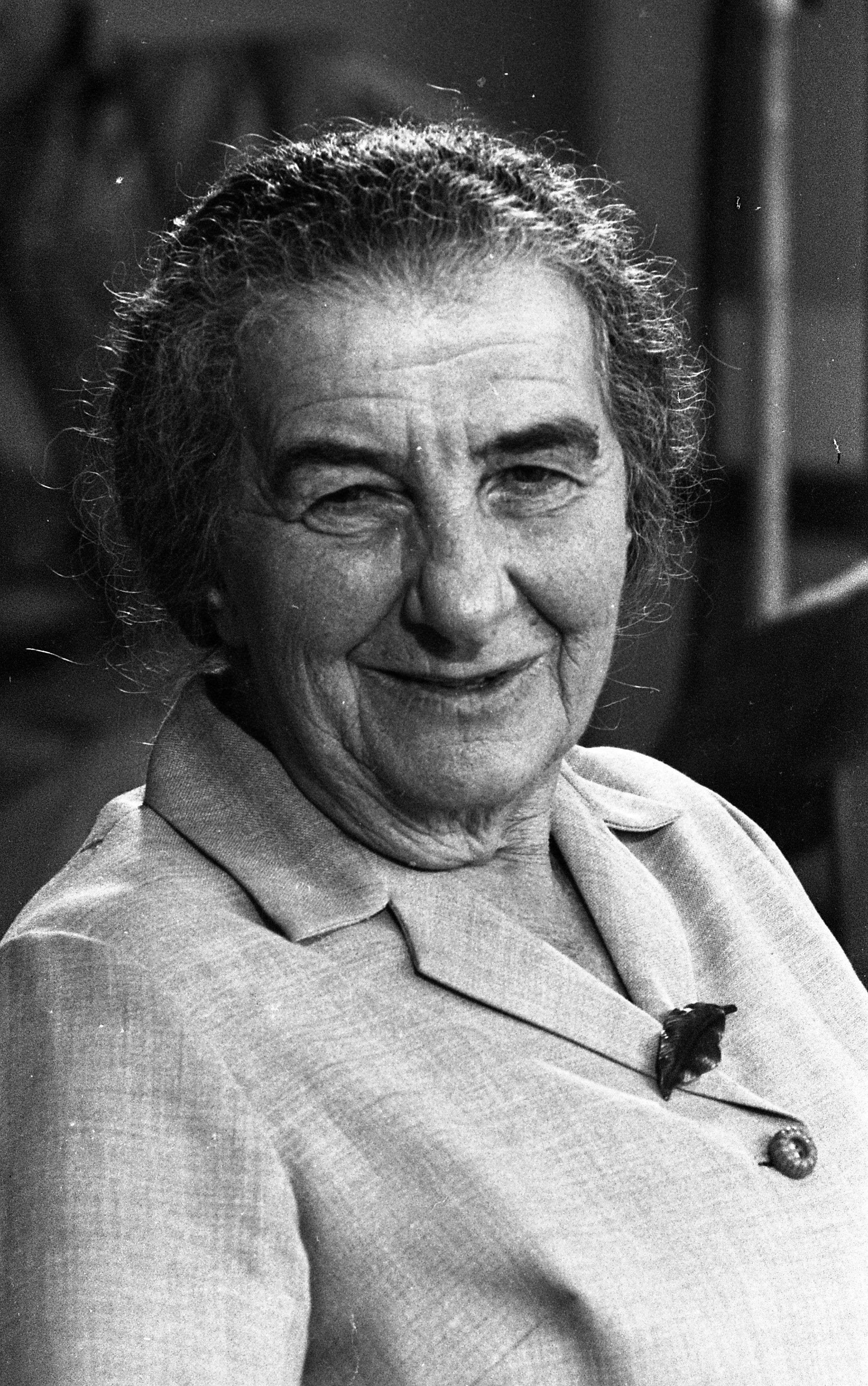
Golda Meir

  - Lidia Liss, actriz, pionera del cine mudo argentino. (f. 1976).
  - Ildefonso Sánchez del Río, ingeniero de caminos español (f. 1980).
  - Juan Felipe Toruño, periodista y maestro nicaraguo-salvadoreño (f. 1980).
- 3 de mayo: Golda Meir, política israelí (f. 1978).
- 4 de mayo: Adelaida Argüelles, líder estudiantil mexicana (f. 1992).
- 8 de mayo: Aloysius Stepinac, cardenal croata, colaboracionista de los nazis (f. 1960).
- 9 de mayo: Arend Heyting matemático neerlandés (f. 1980).
- 10 de mayo: Ada Blackjack mujer del pueblo inupiat que formó parte de una expedición a la isla de Wrangel (f. 1983).
- 11 de mayo: Adolfo Rafael Avilés Adolfo Rafael Avilés (f. 1971).

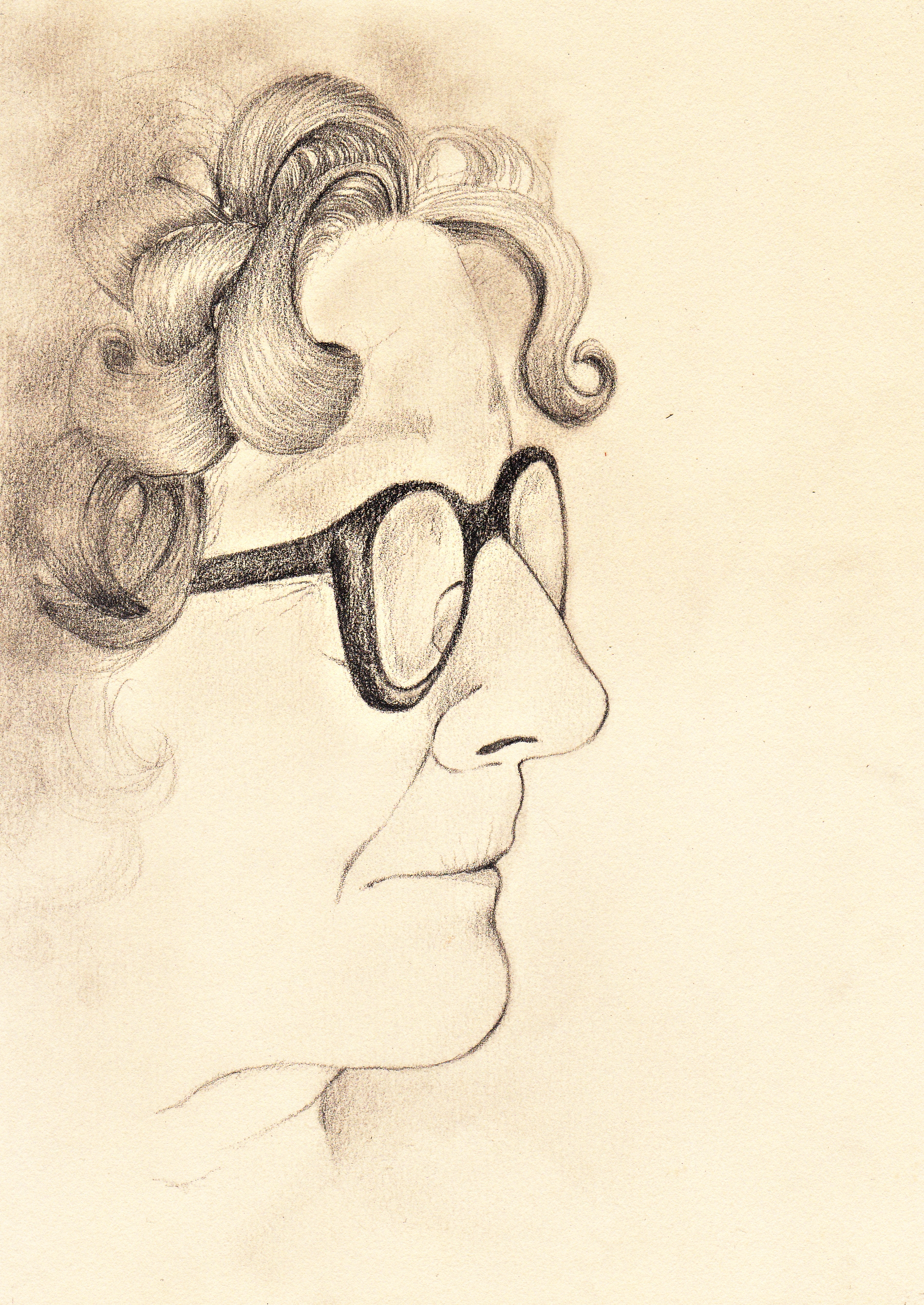
Rosa Chacel

- 15 de mayo: Arletty, actriz y cantante francesa (f. 1992).
- 16 de mayo: 
  - Jorge Guillermo Leguía, historiador peruano (f. 1934).
  - Kenji Mizoguchi, director de cine japonés (f. 1956).
- 17 de mayo: Lama Anagarika Govinda, filósofo y escritor budista alemán (f. 1985).
- 18 de mayo: Félix Fernández Galeano, poeta y músico paraguayo (f. 1984).
- 19 de mayo: Julius Evola, pensador político italiano (f. 1974).

### Junio

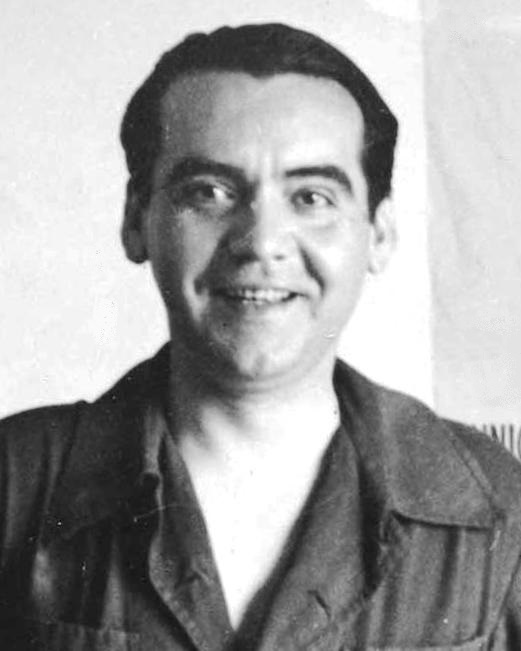
Federico García Lorca

- 3 de junio: Rosa Chacel, escritora española de la Generación del 27 (f. 1994).
- 5 de junio: Federico García Lorca, poeta español de la Generación del 27 (f. 1936).
- 6 de junio: Ninette de Valois, bailarina, coreógrafa y empresaria británica, fundadora del Royal Ballet (f. 2001).
- 8 de junio: Medardo Ángel Silva, escritor, poeta, músico y compositor ecuatoriano (f. 1919).
- 9 de junio: Luigi Fagioli, piloto de automovilismo italiano (f. 1952).
- 14 de junio: Alberto Adriani, economista, escritor y político venezolano (f. 1936).
- 17 de junio: Harry Patch, Supercentenario Británico y última persona superviviente que luchó en las trincheras del Frente Occidental, Primera Guerra Mundial (f. 2009).
- 25 de junio: Camilo Daza, aviador colombiano (f. 1975).
- 26 de junio: 
  - Willy Messerschmitt, ingeniero aeronáutico alemán (f. 1978).
  - Henri Pigozzi, comerciante e industrial italo-francés, fundador de la empresa fabricante de automóviles SIMCA (f. 1964).
- 29 de junio: Petrona Carrizo de Gandulfo, cocinera televisiva argentina (f. 1992).

### Julio
- 1 de julio: Julia Arévalo, política uruguaya, perteneciente al Partido Comunista del Uruguay (f. 1985).
- 4 de julio: Pilar Barbosa, educadora, historiadora, y activista política puertorriqueña (f. 1997).
- 6 de julio: Hanns Eisler, compositor germano-austríaco de música clásica (f. 1962).
- 14 de julio: Vicente Padula, actor de cine y televisión argentino (f. 1967).
- 17 de julio: Alfonso Orantes, poeta guatemalteco (f. 1985).
- 19 de julio: 
  - Étienne Decroux, actor y mimo francés (f. 1991).
  - Herbert Marcuse, Filósofo y sociólogo alemán (f. 1979).
  - Joaquín Peinado, Pintor cubista español (f. 1975).
- 27 de julio: Concha Méndez, escritora, poetisa, autora de teatro y guionista española (f. 1986).
- 30 de julio: Henry Moore, escultor británico (f. 1986).

### Agosto
- 13 de agosto: Jean Borotra, jugador de tenis francés (f. 1994).
- 18 de agosto: 
  - Amalia González Caballero de Castillo Ledón, primera mujer embajadora de México (f. 1986).
  - Clemente Biondetti, piloto de automovilismo italiano (f. 1955).
- 22 de agosto: Eduardo Armani, violinista y director de orquesta argentino (f. 1970).

### Septiembre

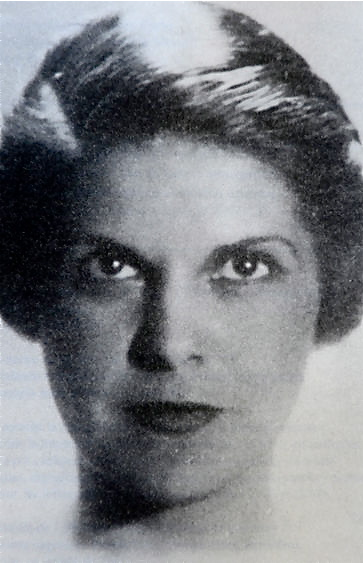
María Rosa Oliver

- 10 de septiembre: María Rosa Oliver, escritora, ensayista y activista argentina. (f. 1977).
- 11 de septiembre: Carmen Ruiz Moragas, actriz española. (f. 1936).
- 19 de septiembre: Giuseppe Saragat, político italiano, quinto presidente (f. 1988).
- 20 de septiembre: 
  - Matilde Cantos, política socialista española (f. 1987).
  - Josefa Llanes Escoda, lideresa cívica y trabajadora social filipina (f. 1945).
- 23 de septiembre: Heitor dos Prazeres, compositor, cantante y pintor brasileño (f. 1966).
- 26 de septiembre: George Gershwin, compositor estadounidense (f. 1937).

### Octubre
- 3 de octubre: Gertrude Berg, actriz y guionista estadounidense (f. 1966).
- 6 de octubre: Dee Lampton, Actor de cine mudo estadounidense (f. 1919).
- 6 de octubre: Mitchell Leisen, director de cine estadounidense (f. 1972).
- 10 de octubre: Pierre Kœning, político y militar francés (f. 1970).
- 22 de octubre: Dámaso Alonso, poeta español (f. 1990).

### Noviembre
- 13 de noviembre: Niño Fidencio, curadero mexicano (f. 1938).
- 16 de noviembre: Warren McCulloch, neurólogo y cibernético estadounidense (f. 1969).
- 17 de noviembre: Maurice Journeau, compositor francés (f. 1999).
- 21 de noviembre: René Magritte, pintor surrealista belga (f. 1967).
- 23 de noviembre: Rachel Fuller Brown, química estadounidense (f. 1980).

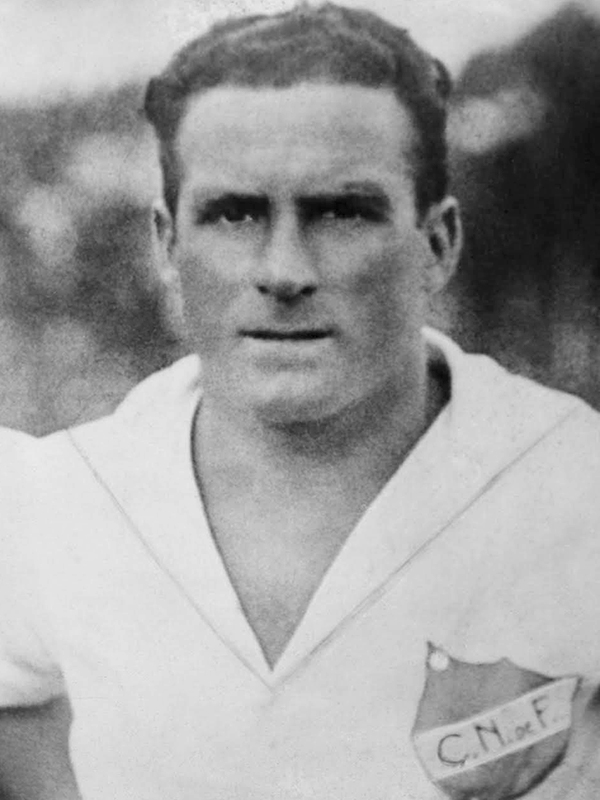
Héctor Scarone

- 26 de noviembre: Héctor Scarone, futbolista uruguayo (f.1967).
- 29 de noviembre: Clive Staples Lewis, escritor irlandés (f. 1963).

### Diciembre
- 4 de diciembre: Xavier Zubiri, filósofo español (f. 1983).
- 9 de diciembre: Maria de Arruda Müller, una profesora y poeta brasileña (f. 2003).
- 10 de diciembre: Severo Fernández, actor cómico de cine y teatro. (f. 1961).
- 11 de diciembre: Taro Shoji, cantante japonés. (f. 1972).
- 12 de diciembre: Humberto Zarrilli, poeta y pedagogo uruguayo (f. 1964).
- 15 de diciembre: Fernando Remacha, compositor español (f. 1984).
- 24 de diciembre: Cristo de Elqui, Campesino y místico Chileno. (f.1971)

### Fecha desconocida
- María Cinta Balagué, periodista española, primera mujer locutora de radio en España (f. 1985).

## Fallecimientos
- 14 de enero: Lewis Carroll, lógico, matemático, fotógrafo y novelista británico (n. 1832).
- 11 de febrero: Félix María Zuloaga, militar y político mexicano (n. 1813)
- 8 de marzo: Frascuelo, torero español (n. 1842).
- 11 de marzo: Tigran Chukhacheán, compositor armenio (n. 1837).
- 11 de marzo: William Rosecrans, general estadounidense (n. 1819).
- 16 de abril: Joaquín Crespo, militar y político venezolano (n. 1841).
- 3 de julio: Fernando Villaamil, marino español (n. 1845).
- 20 de julio: Yuri Karlovich Arnold, compositor, educador musical y musicólogo ruso (n. 1811).
- 29 de julio: Arturo Michelena, pintor venezolano (n. 1863).
- 29 de julio: John Alexander Reina Newlands, químico británico.
- 30 de julio: Otto von Bismarck, canciller alemán entre 1871 y 1890 (n. 1815).
- 9 de septiembre: Stéphane Mallarmé, poeta francés (n. 1842).
- 10 de septiembre: Sissi, emperatriz austrohúngara (n. 1837).
- 18 de septiembre: Ramón Emeterio Betances, médico cirujano puertorriqueño (n. 1827).
- 30 de septiembre: Laureano Fuentes Matons, violinista, director de orquesta y compositor clásico cubano (n. 1825).
- 29 de noviembre: Ángel Ganivet, escritor y diplomático español, (n. 1865).
- 24 de diciembre: Chárbel Makhlouf, religioso maronita libanés (n. 1828).
- 29 de diciembre: Friedrich Alexander Buhse, botánico francés (n. 1821).
- 3 de diciembre : Federico Olaria, pintor español (n. 1848).